# Roger de Lacy (1170–1211)
Roger de Lacy (1170-1211), Barón de Pontefract, Señor de Bowland, Señor de Blackburnshire, Barón de Halton, Condestable de Chester, Sheriff de Yorkshire y Cumberland, también conocido como Roger le Constable, era un destacado soldado anglonormando, cruzado y barón de finales del siglo XII y comienzos del XIII.

## Familia y origen
Roger de Lacy era también conocido como Roger FitzJohn (hijo de John, condestable de Chester) y durante la época en que esperaba heredar las tierras de su abuela de Lisours, como Roger de Lisours. Era hijo de John fitz Richard (hijo de Richard), Barón de Halton, Señor de Bowland, Señor de Flamborough y Constable de Chester. Roger se convertiría en Barón  de Pontefract a la muerte de su abuela paterna Albreda de Lisours (-aft.1194) que había heredado la Baronía como prima carnal y heredera de Robert de Lacy (−1193), Barón de Pontefract. En los acuerdos con su abuela Roger adoptó el nombre de de Lacy, recibió el derecho a heredar la Baronía de Pontefract y sus tierras, y las tierras de Bowland, y Blackburnshire. Desistió de todas las reclamaciones a su abuela por las tierras de Lisour. Entregó a su hermano menor Robert le Constable las tierras en Flamborough que  había heredado de su padre. Se casó con Maud (o Matilda) de Clere.

## Servicio a Ricardo I y Juan I
El bisabuelo de Roger, Robert de Lacy, no había apoyado a Enrique I en su lucha contra su hermano y el Rey había confiscado Pontefract Castle a comienzos del siglo XII; Roger pagó a Ricardo 3,000 marcos por el Honor de Pontefract, aunque el Rey mantuvo la posesión del castillo. Roger acompañó a su padre y a Ricardo en la Tercera Cruzada, asumiendo el título de su padre cuando este falleció en el sitio de Tiro.

### Accesión de Juan I
A la ascensión de Juan de Inglaterra, Roger era una persona destacada y le encontramos poco después la coronación del príncipe, en misión junto con el Sheriff de Northumberland, y otros magnates, para llevar a Guillermo de Escocia, a Lincoln, para entrevistarse con el rey inglés. John devolvió el castillo de Pontefract a de Lacy en 1199, el año de su ascensión al trono.

## Servicio militar

### Asedio de Acre
Roger era Condestable de Chester, y se unió a Ricardo Corazón de León para la Tercera Cruzada. Roger asistió en el Asedio de Acre, en 1192 y se ganó el favor y la confianza del rey como soldado y súbdito por sus servicios.

### Château Gaillard
Ricardo reconquistó algunos castillos a lo largo de su frontera normanda a Felipe II de Francia en 1196 y de Lacy probablemente formaba parte de su ejército. En 1203, de Lacy era comandante del Château Gaillard en Normandía, cuando fue sitiado y finalmente tomado por Felipe. Bajo el mando de Lacy, la defensa del castillo se mantuvo, y cayó sólo después de un asedio de ocho meses el 8 de marzo de 1204. Después del asedio, de Lacy regresó a Inglaterra para empezar el trabajo de refuerzo de Pontefract.

### Asedio de Rothelan
En esta época, Ranulph, Conde de Chester, que había entrado en Gales al frente de algunas fuerzas, tuvo que retroceder y guarecerse en el castillo de Rothelan (Rhuddlan Castle), desde donde buscó la ayuda del Condestable de Chester. Hugh Lupus, el Conde de Chester, en su carta de fundación de la Abadía de St. Werberg, en Chester, había otorgado un privilegio a los visitantes del mercado de Chester, "Que no podrían ser aprehendidos para robo, o cualquier otra ofensa durante el tiempo de la feria, a no ser que el delito hubiera sido cometido en ella." Este privilegio atrajo a la feria a numerosos ladrones y vagabundos de todas las partes del reino. Roger de Lacy, reclutó a un gran grupo de hombres de toda condición en la feria y partió rápidamente a aliviar el sitio de Ranulph. Los sitiadores tomaron por a este grupo de gente por soldados y levantaron el asedio inmediatamente

## Gran Sheriff
Fue nombrado Gran Sheriff de Cumberland para los años 1204 a 1209.

## Muerte y sucesión
Roger murió en 1211, y fue sucedido por su hijo, John de Lacy, II conde de Lincoln. Fue enterrado en la abadía de Stanlow.